# 11710 Nataliehale
11710 Nataliehale eller 1998 HS34 är en asteroid i huvudbältet som upptäcktes den 20 april 1998 av LINEAR i Socorro County, New Mexico. Den är uppkallad efter Natalie Adele Hale.
Asteroiden har en diameter på ungefär 7 kilometer.